# Ziethen, Herzogtum Lauenburg
Ziethen là một đô thị thuộc huyện Lauenburg, trong bang Schleswig-Holstein, Đức. Đô thị Ziethen, Herzogtum Lauenburg có diện tích 11,14 km², dân số thời điểm ngày 31 tháng 12 năm 2006 là 1001 người.